# André Godard

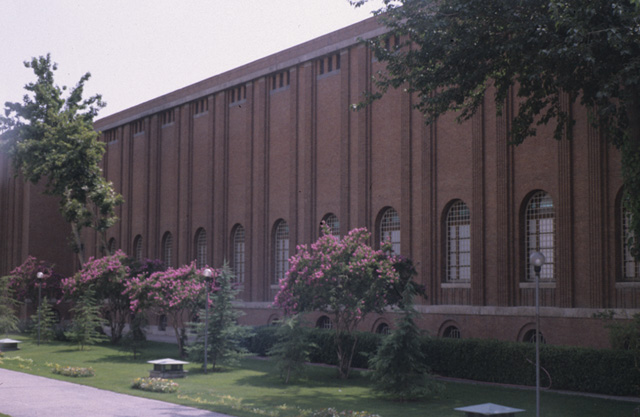
O Museu Nacional do Irão em Teerão, concebido e dirigido por André Godard.

André Godard (Chaumont, 21 de Janeiro de 1881 - Paris, 31 de julho de 1965) foi um arquiteto, arqueólogo e historiador de arte francês. Foi também o diretor dos serviços de arqueologia do Irão, conhecido sob a designação inglesa de Iranian Archeological Service (IAS) (Edāre-ye kol-e 'atiqāt). 